# Vlaardingencultuur
De Vlaardingencultuur was een prehistorische cultuur van het neolithicum in West-Nederland. Archeologen vonden in 1958 in Vlaardingen, een stad ten westen van Rotterdam, voorwerpen uit de periode tussen 3.500 v.Chr. en 2.500 v.Chr. die de aanduiding als afzonderlijke cultuur rechtvaardigden. Het waren gebruiksvoorwerpen, gemaakt van hout en bot, glad gepolijste, kleine stenen bijlen (die afkomstig lijken te zijn uit België), naalden en de resten van een primitieve kano. De vondsten tonen overeenkomsten met zowel de voorafgaande Swifterbantcultuur in het noorden als de gelijktijdige Seine-Oise-Marnecultuur in het zuiden.
In de vroege duinen bij de toentertijd veel oostelijker lopende kust werden resten van enige boerennederzettingen gevonden. Uit die vondsten kan worden afgeleid dat er runderen, schapen en geiten werd gehouden en tarwe en gerst verbouwd. De Vlaardingencultuur had nog trekken van een mesolithische jager-verzamelaarssamenleving omdat akkerbouw in een groot deel van de waddengebiedachtige delta van Maas en Rijn moeizaam was. Jacht en visvangst waren nog belangrijke middelen van bestaan. De vondst van botten van reeën, herten, beren, otters en steur die bij de nederzettingen duiden hier op.
Deze prehistorische landbouw- en jacht- en viscultuur was sedentair en semi-nomadisch. Ze werd opgevolgd door de zogenoemde klokbekercultuur.

## Vondsten
De gevonden paalsporen van bouwsels van de Vlaardingencultuur hebben, zoals in Vlaardingen en Veldhoven, soms een rechthoekige plattegrond. Vaker worden echter overblijfselen van ronde of ovale woningen aangetroffen zoals bij de 'Wateringse Binnentuinen' op het Wateringse Veld.
- Op de donk van Waardhuizen in het Land van Heusden en Altena werden bij opgravingen in 1968 resten van de Vlaardingencultuur aangetroffen. Er zijn daar ook sporen van netten van wilgentenen gevonden. Waarschijnlijk werd ermee op steur gevist, een vis die zich graag in het grensgebied van zoet en zout water ophoudt.
- Bij Bergschenhoek is in 1978 een jagerskampje gevonden met onder andere een visfuik die kon worden gedateerd op ca 4.300 v.Chr.
- In Veldhoven op bedrijventerrein Habraken zijn boerderijplattegronden van de Vlaardingen-Steincultuur aangetroffen die dateren van ca. 3.000 v.Chr.
- Op een voormalige strandwal bij Heemstede, op het terrein van Hageveld zijn bij opgravingen vuurstenen pijlpunten, afslagen, schrabbers en stekers, platte doorboorde kralen van git en scherfjes van grof handgevormd aardewerk gevonden.

Andere vondstplaatsen
- Hazendonk in de Alblasserwaard
- Hellevoetsluis (Ossenhoek)
- Spijkenisse (Vriesland/Hekelingen: een kreekoever - grote boog, peddel, aangepunte zware paal)
- Leidschendam (Frekeweg: aardewerk pot)
- Oosterhout (Weststad II: geslepen bijl)
- Strandwal bij Madestein onder Den Haag (scherf van handgevormde pot; vuurstenen schrabber)
- Voorschoten (wijk Boschgeest; Dobbewijk bij de Donkwoning; terrein kasteel Duivenvoorde)
- Bij Lisse op de strandwal waar Huys Dever is gebouwd werd een stenen bijltje gevonden
- Polder Velserbroek bij Velsen
- Den Haag Wateringse Binnentuinen (jachtkamp en permanente nederzetting in het kustgebied met huisplattegronden)[2]
- Den Haag Steynhof (permanente nederzetting in het kustduin gebied met huisplattegronden)[3]
- Zandwerven (meest noordelijke Vlaardingencultuur vindplaats in Noord-Holland met veel aanwijzingen voor mosselexploitatie)[4]

Graven
Formele graven komen nauwelijks voor in de Vlaardingencultuur, op de vindplaats Vlaardingen Arij Koplaan werden wel enkele mogelijke crematies aangetroffen. Op de vindplaats Hekelingen zijn enkele kuilen met crematieresten gevonden. Een crematie lag in anatomisch verband wat leidde tot de interpretatie dat deze man in hurkhouding was gecremeerd. Op de vindplaats Den Haag Steynhof was een grote brandplek gevonden met daarin crematieresten van vermoedelijk een man van tussen de 20 en 40 jaar oud . 
In het gebied van de Vlaardingencultuur worden ook nogal eens schalen en flessen van de trechterbekercultuur aangetroffen.